# Xanthophyllomyces
Xanthophyllomyces är ett släkte av svampar. Xanthophyllomyces ingår i familjen Cyfstofilobasidiaceae, ordningen Cystofilobasidiales, klassen Tremellomycetes, divisionen basidiesvampar och riket svampar.
|                   | Itersonilia                                     |
|                   |                                                 |
|                   | Mrakia                                          |
|                   |                                                 |
|                   | Udeniomyces                                     |
|                   |                                                 |
|                   | Cystofilobasidium                               |
|                   |                                                 |
|                   | Tausonia                                        |
|                   |                                                 |
|                   | Rhodozyma                                       |
|                   |                                                 |
| Xanthophyllomyces | \| \| Xanthophyllomyces dendrorhous \| \| \| \| |
|                   | \| \| Xanthophyllomyces dendrorhous \| \| \| \| |
|                   | Guehomyces                                      |
|                   |                                                 |
|                   | Phaffia                                         |
|                   |                                                 |
|                   | Xanthophyllomyces dendrorhous                   |
|                   |                                                 |

|  | Xanthophyllomyces dendrorhous |
|  |                               |